# Камбоджа на Чемпіонаті світу з водних видів спорту 2015
Камбоджа взяла участь у Чемпіонаті світу з водних видів спорту 2015, який пройшов у Казані (Росія) від 24 липня до 9 серпня.

## Плавання
Камбоджійські плавці виконали кваліфікаційні нормативи в дисциплінах, які наведено в таблиці (не більш як 2 плавці на одну дисципліну за часом нормативу A, і не більш як 1 плавець на одну дисципліну за часом нормативу B):
Чоловіки
| Спортсмен       | Дисципліна           | Попередній заплив | Попередній заплив | Півфінал        | Півфінал        | Фінал           | Фінал           |
| Спортсмен       | Дисципліна           | Час               | Місце             | Час             | Місце           | Час             | Місце           |
| --------------- | -------------------- | ----------------- | ----------------- | --------------- | --------------- | --------------- | --------------- |
| Понлоеу Хемтхон | 50 м вільним стилем  | 27.63             | 102               | Завершив виступ | Завершив виступ | Завершив виступ | Завершив виступ |
| Понлоеу Хемтхон | 50 м брасом          | 33.09             | 65                | Завершив виступ | Завершив виступ | Завершив виступ | Завершив виступ |
| Совіджа Поу     | 200 м вільним стилем | 1:58.41           | 71                | Завершив виступ | Завершив виступ | Завершив виступ | Завершив виступ |
| Совіджа Поу     | 100 м батерфляєм     | 58.92             | 65                | Завершив виступ | Завершив виступ | Завершив виступ | Завершив виступ |

Жінки
| Спортсменка    | Дисципліна          | Попередній заплив | Попередній заплив | Півфінал         | Півфінал         | Фінал            | Фінал            |
| Спортсменка    | Дисципліна          | Час               | Місце             | Час              | Місце            | Час              | Місце            |
| -------------- | ------------------- | ----------------- | ----------------- | ---------------- | ---------------- | ---------------- | ---------------- |
| Гемтхон Вітіні | 50 м вільним стилем | 30.67             | 95                | Завершила виступ | Завершила виступ | Завершила виступ | Завершила виступ |
| Гемтхон Вітіні | 50 м брасом         | 37.82             | 61                | Завершила виступ | Завершила виступ | Завершила виступ | Завершила виступ |